# Wasserburg Ringethal
Die Wasserburg Ringethal (oder auch Inselteich, Schneckenteich) ist eine abgegangene Wasserburg im Westen von Ringethal in Sachsen. Sie entstand vermutlich im 13. oder 14. Jahrhundert.

## Beschreibung und Geschichte
Die Wehranlage besaß ein abgerundet-rechteckiges Kernwerk von etwa 15 mal 20 Metern. Dieses befand sich auf einer Insel im Teich, wodurch höchstwahrscheinlich der Name Inselteich für die Anlage geprägt wurde. Der Abstand zwischen den Ufern des Teiches und der Insel beträgt im Norden etwa 10 Meter, an den anderen Seiten ist dieser deutlich größer. An der Nordostecke des Kernwerkes ist Steinummauerung sichtbar. Das Kernwerksplateau befindet sich etwa 2 Meter über der Wasseroberfläche.
Die Herrschaft Ringethal bestand aus dem Rittersitz Ringethal und den Bauerndörfern Falkenhain, Hermsdorf und Erlebach. Zunächst auf dem Arnsberg (Einsiedelei) in einer Zschopauschleife auf einem Felssporn angelegt, wurde der Herrschaftssitz 1315 auf die Burg Lewenhain am Steilufer der Zschopau verlagert.

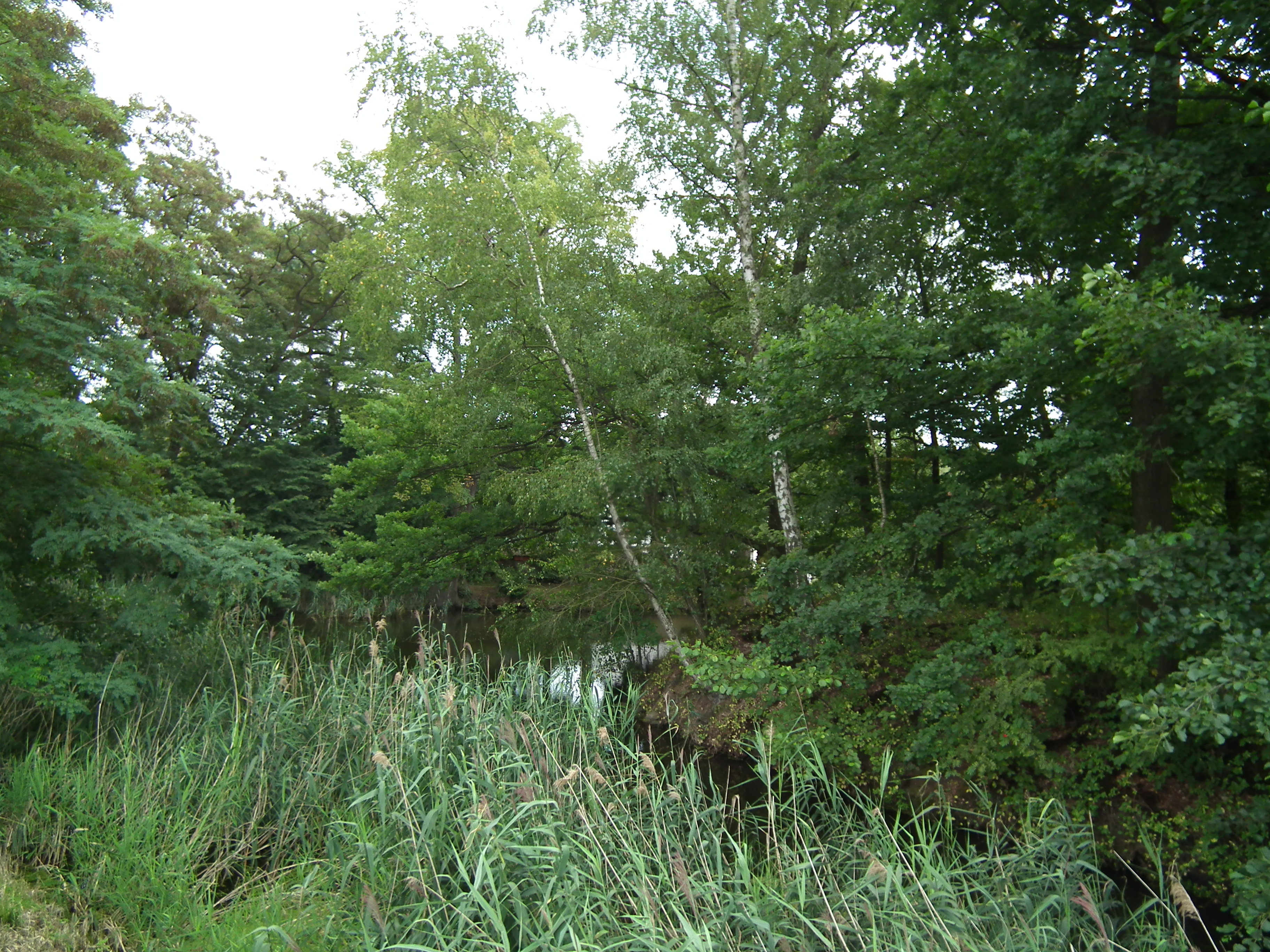
Wasserburg Ringethal von Norden
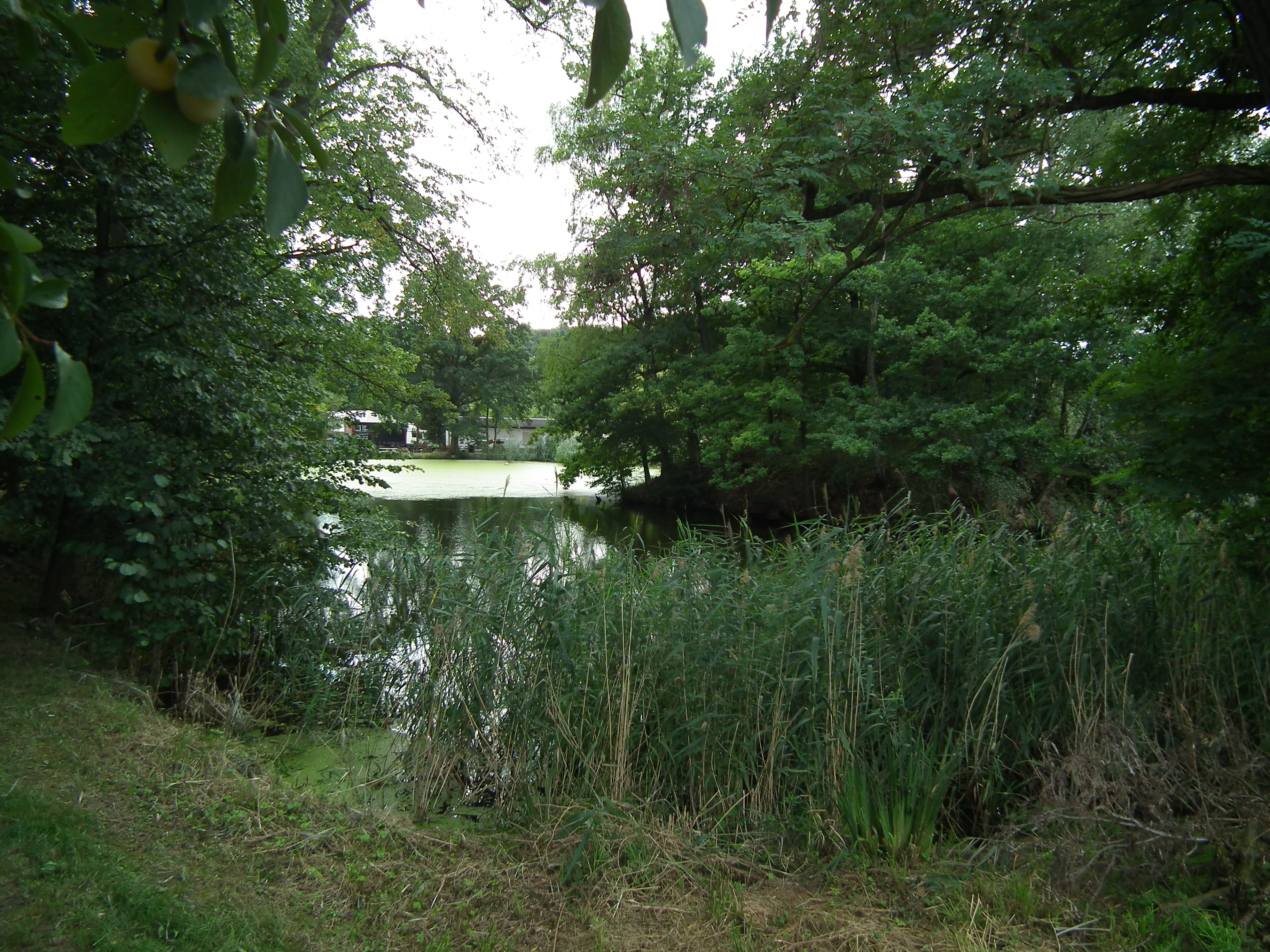
Wasserburg Ringethal von Osten
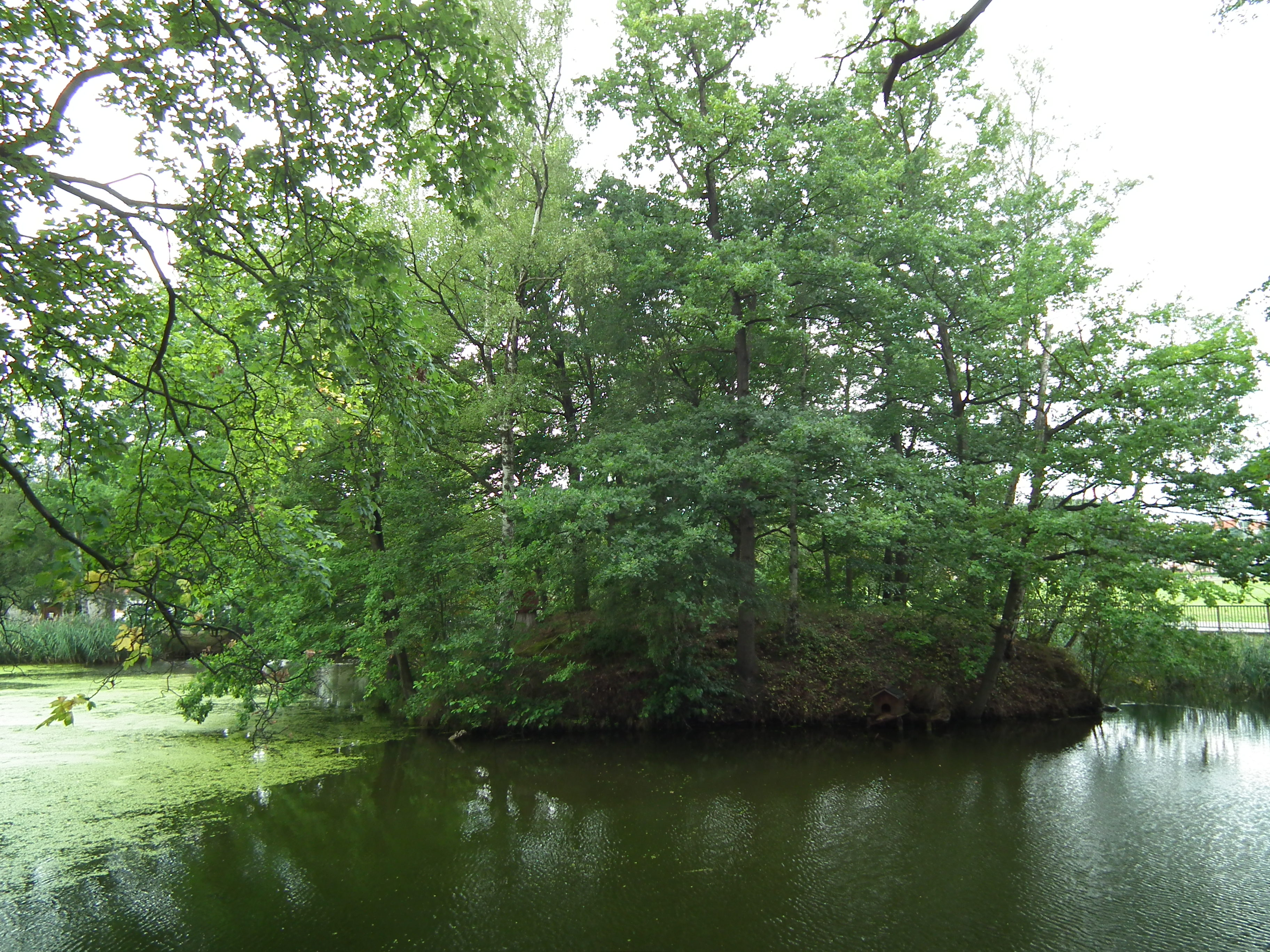
Wasserburg Ringethal von Süden
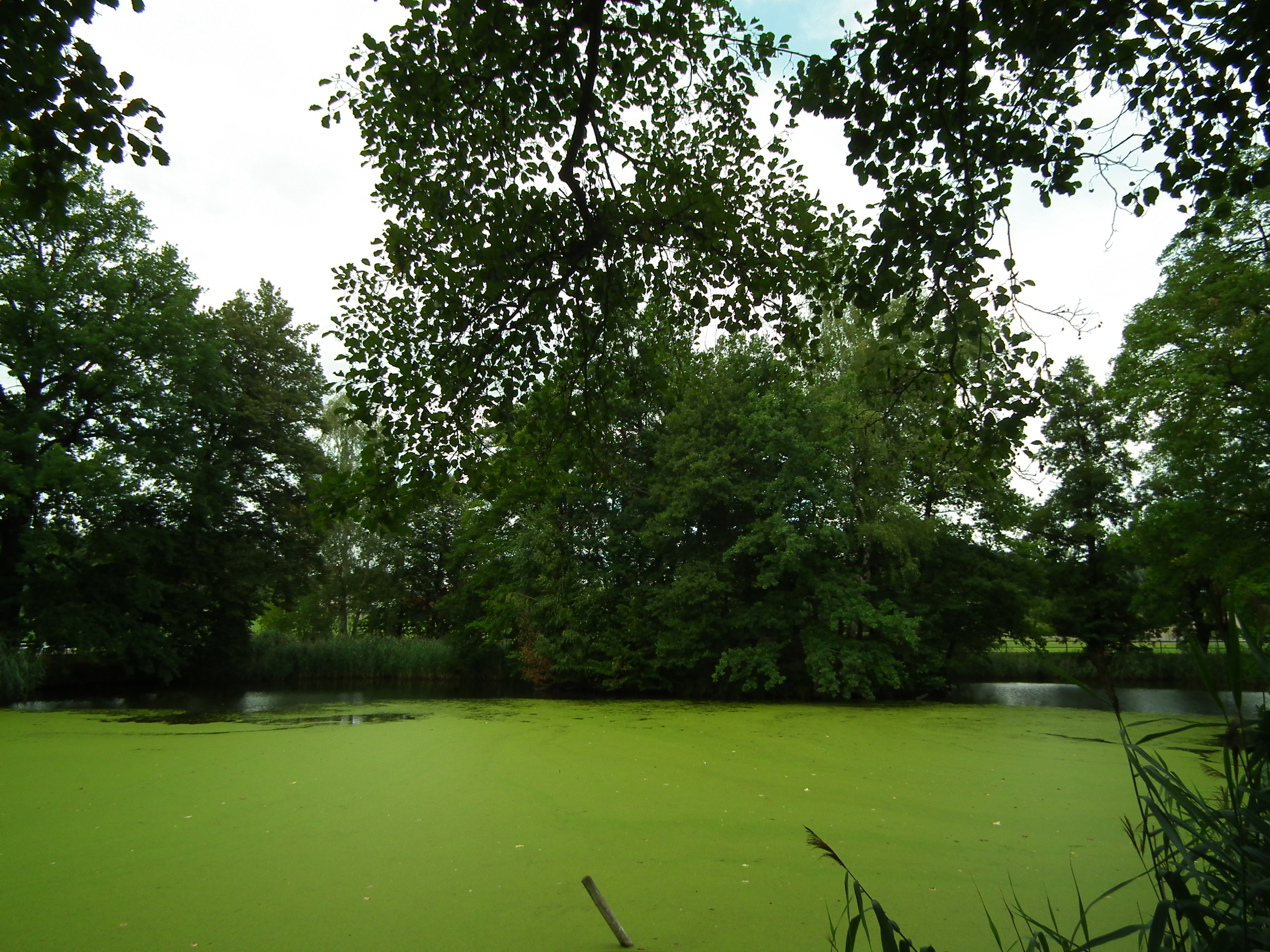
Wasserburg Ringethal von Süden
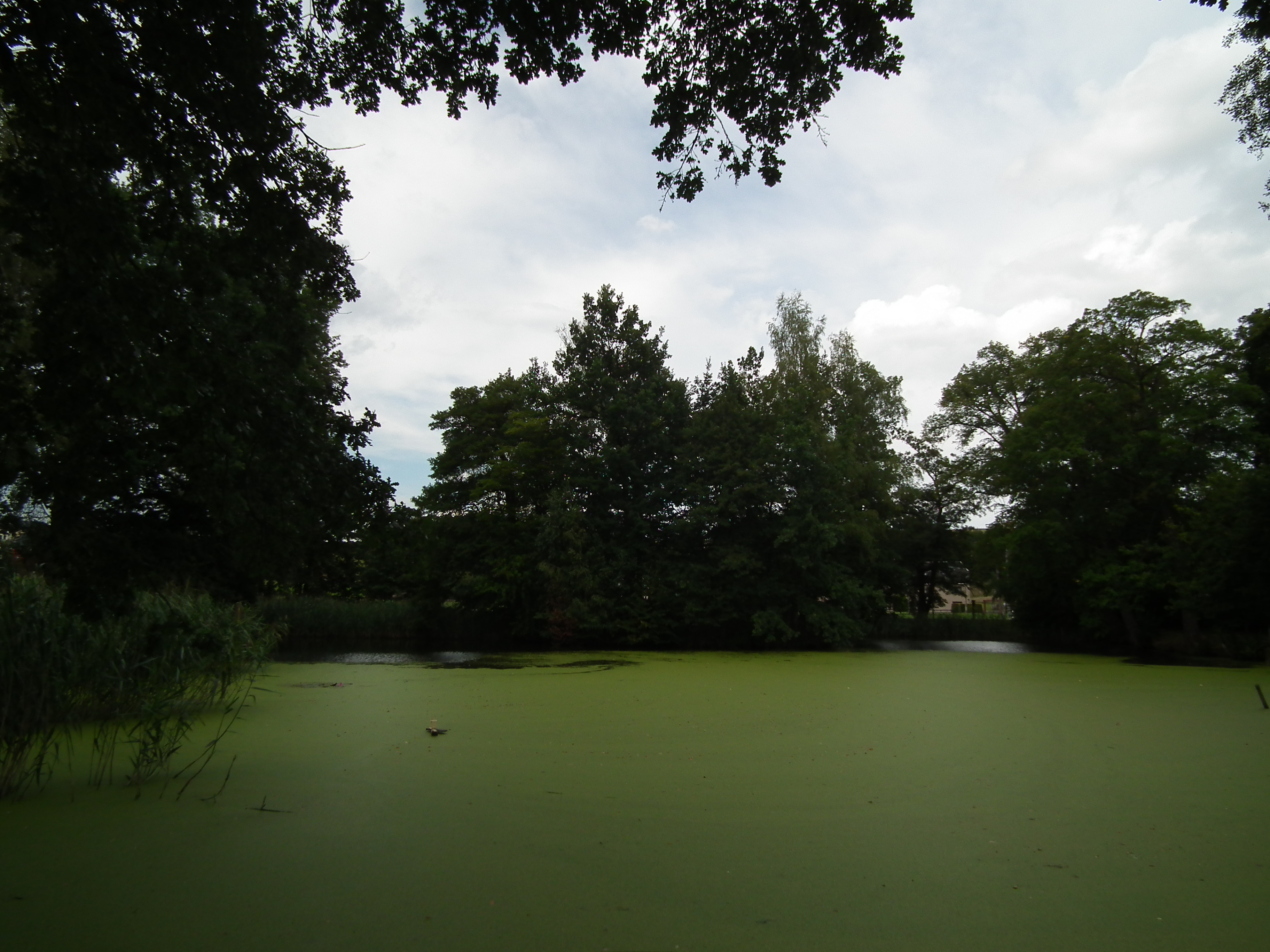
Wasserburg Ringethal von Süden